# Medina de las Torres
Medina de las Torres  es un municipio español, perteneciente a la provincia de Badajoz (Extremadura). Tiene una superficie de 87 km². 

## Geografía
Integrado en la comarca de Zafra - Río Bodión, se sitúa a 84 kilómetros de la capital provincial. El término municipal está atravesado por la Autovía Ruta de la Plata (A-66) y por la carretera nacional N-630, en el pK 689, además de por carreteras locales que permiten la comunicación con Puebla de Sancho Pérez, Fuente de Cantos, Valencia del Ventoso y Atalaya. 
| Noroeste: Alconera          | Norte: Puebla de Sancho Pérez | Nordeste: Puebla de Sancho Pérez y Calzadilla de los Barros |
| Oeste: Atalaya (Badajoz)    |                               | Este: Calzadilla de los Barros                              |
| Suroeste: Atalaya (Badajoz) | Sur: Valencia del Ventoso     | Sureste: Fuente de Cantos                                   |

El relieve del municipio es predominantemente llano, en el que abundan las típicas dehesas extremeñas. Los cauces fluviales más importantes son la rivera Atarja y el río Bodión, que hace de límite con Valencia del Ventoso. La altitud oscila entre los 612 metros al oeste (cerro La Fuente) y los 360 metros a orillas del río Bodión. El pueblo se alza a 529 metros sobre el nivel del mar. 
Situado en la Ruta de la Plata, su territorio municipal es recorrido por la Cañada Real Leonesa Occidental.

## Raíz Etimológica de su nombre
La palabra española “medina” procede del árabe “madina”, مدينة que significa: “la ciudad” y posiblemente deriva con toda probabilidad, de la existencia de ruinas romanas (hechos constatables), correspondientes a una ciudad de esta última época, en las tierras que le fueron donadas por los santiaguistas, y que tal vez el obsequiado Martín Anes do Vinhal en el año 1254, a bautizar con el nombre de “Medina” al nuevo enclave. La designación que le sigue: "de las torres", es en referencia al existente castillo del siglo XIV, donde se destacan las dos torres. De la construcción más consolidada, popularmente es conocida como "Torre de los Moros".
De igual manera, este nombre de la villa es reconocido como alto abolengo, cual ducado de Medina de las Torres, un Título real y nobiliario de España concedido por el monarca Felipe IV el 5 de enero de 1625 a la Casa de Guzmán, en concreto a Gaspar de Guzmán y Acevedo, conde de Olivares y duque de Sanlúcar la Mayor, conocido como el Conde-Duque de Olivares. Dicho título, lleva aparejada la distinción de Grandeza de España. Se puede decir con absoluta seguridad que esta es una villa de Señorío, habiendo pertenecido a dicho ducado.

## Significado de su escudo
Se lee en la ficha descriptiva de su blasón: «De gules, dos torres de plata. Terraza de plata cargada con dos ramas de olivo, de sinople, entrelazadas. Al timbre corona real cerrada». En la parte inferior del escudo aparecen dos ramas de olivo entrelazadas. Las ramas de olivo aparecen en los emblemas de muchos países, como la bandera de Chipre y el escudo de Israel. Esto sirve de referente histórico de que en la villa de Medina de las Torres hubo una presencia judía sefardí en connivencia con la comunidad musulmana durante la Baja Edad Media. (de ahí las dos ramas entrelazadas) hay constancia documental que recoge la figura de Lucet Albarchilón, un acaudalado prestamista judío, hijo de Lucef Barchilón y descendiente de Abraham Barchilón, el judío que ejerció funciones de financiero de la Corona en tiempos de Sancho IV de Castilla, gracias a la influencia de don Lope Díaz de Haro. Hay documentos que mencionan transacciones financieras entre este rico judío y Martín Anes do Vinhal, que era su fiador ante la Orden.

## Historia
Inicialmente fue conocida como Ugultiniacum en la Beturia céltica, pasando a denominarse Contributa durante la etapa romana. De la época árabe conserva su actual denominación. Alberto Osorio Osorio afirma en su publicación "Burguillos del Cerro y sus judíos", la siguiente reflexión:
"...Eran tierras de judíos, probablemente antes y durante la conquista romana, la ocupación islámica y la Reconquista cristiana: Atalaya, Valverde, Alconera, Feria, La Parra, La Morera, Medina de las Torres, La Lapa y Salvatierra de los Barros...".

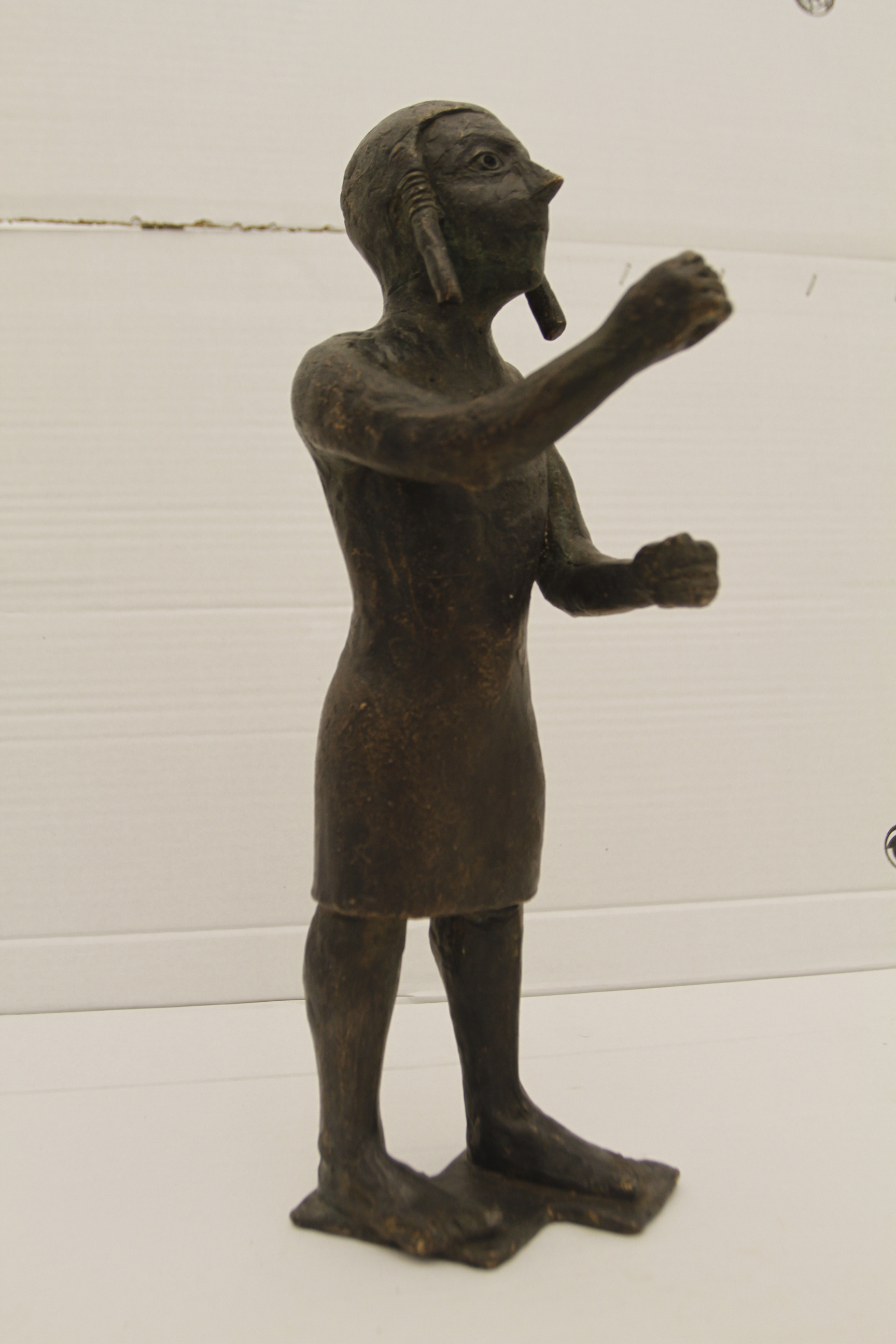
Guerrero de Medina

Fue fundada a mediados del siglo XIII por Martín Anes do Vinhal, caballero portugués que recibió los terrenos de su primo Pelay Pérez Correa, maestre de la Orden de Santiago, por su ayuda en las campañas contra los moros. Este hidalgo caballero acompañó a la Orden en la ofensiva de la primavera de 1242 y participó en el cerco a la fortaleza de Segura. Con su obsequiada fundación, reagrupó los pequeños núcleos familiares que habitaban su territorio formando pequeñas aceñas en torno a los más de 30 molinos hidráulicos que existían en la rivera Atarja, río Bodión y arroyo del Zarcillo. No sería descabellado pensar que la antigua ciudad árabe estuviera en torno al castillo y las ermitas, distantes un kilómetro de la localidad, habiéndose construido posteriormente la nueva villa por el repoblador luso.
Su término municipal está plagado de restos arqueológicos que nos hablan de su poblamiento desde la más remota antigüedad: cuenta con dólmenes del periodo calcolítico y enterramientos de la Edad del Hierro, siendo el vestigio más significativo de época prerromana la figura de bronce de origen tartesio conocido como guerrero de Medina de las Torres (cuyo análogo se encuentra en el British Museum). Del periodo romano, cuenta con el oppidum de Contributa Iulia Ugultunia, importante ciudad de la Baeturia céltica ya citada por historiadores como Plinio El viejo o Ptolomeo. De la etapa musulmana destacan sus molinos y la popularmente conocida como torre de los Moros, que pasó durante la reconquista llevada a cabo por Pelay Pérez Correa en 1247 a manos cristianas. Además, el municipio conserva la iglesia parroquial Nuestra Señora del Camino que data del siglo XIV con su retablo del XVI y un largo etc. de casas, ermitas e historias documentadas son muestras de un gran pasado.
A la caída del Antiguo Régimen la localidad se constituye en municipio constitucional en la región de Extremadura. Desde 1834 quedó integrado en el partido judicial de Zafra. En el censo de 1842 contaba con 610 hogares y 2360 vecinos. Hasta 1873 perteneció a la diócesis del Priorato de San Marcos de León, fecha a partir de la cual pasó a la jurisdicción de la diócesis de Badajoz. A finales del siglo XIX el ferrocarril llegó a la zona con la inauguración, en 1889, de la línea Zafra-Huelva. El trazado contaba con una estación propia en el municipio, lo que mejoró sensiblemente las comunicaciones.

## Demografía
Medina de las Torres cuenta con una población de 1166 habitantes (INE 2024).
| Gráfica de evolución demográfica de Medina de las Torres entre 1842 y 2021                                            |
| |
| Población de derecho según los censos de población del INE. Población de hecho según los censos de población del INE. |

## Monumentos

### Ciudad romana de Contributa Iulia Ugultunia
La bondad de su emplazamiento (antigua región denominada como Baeturia), rodeado de tierras fértiles, apoya la hipótesis de un origen prerromano del enclave, atestiguado por Plinio el Viejo quien señala a Ugultunia como uno de los Oppida célticos más importantes del territorio. Convertida en municipio en época de Julio César, aparece citada por el Itinerario Antonino como una de las principales Mansio de la Vía de la Plata en su recorrido entre Itálica y Augusta Emérita.
En el yacimiento, ya visitable (38°20′57″ N 6°23′26″ O), se pueden observar diferentes estructuras, edificios y calles. Especial relevancia tiene la zona Foral, con la plaza, edificios que fueron de uso religioso y administrativo y la Basílica que es hasta la fecha la más grande encontrada en España. Recientemente han aparecido un Templo y el Anfiteatro.
En la localidad se encuentra el centro de interpretación de la ciudad romana de Contributa Iulia, ubicado en la Casa de la Encomienda del siglo XV, que pone a disposición del visitante recursos audiovisuales, piezas arqueológicas, paneles e información sobre la ciudad romana.
Asimismo se ofrece un servicio ininterrumpido de visitas guiadas al yacimiento y principales monumentos de interés. Además el centro de interpretación complementa su oferta turística ofreciendo talleres y experiencias didácticas a grupos, colegios, institutos, etc., mostrándose así más atractivo para el visitante.

### Castillo de la Encomienda o Torre de los Moros
Su origen es árabe, aunque el edificio que hoy conservamos es posterior a la dominación musulmana. Fortaleza del siglo XV, edificada por la Orden de Santiago, muy vinculada al territorio y con enormes posesiones en el mismo, alrededor de los siglos XIV-XVI. Fue construida como sede de la Encomienda de Medina de las Torres.

### Iglesia de Ntra. Sra. del Camino

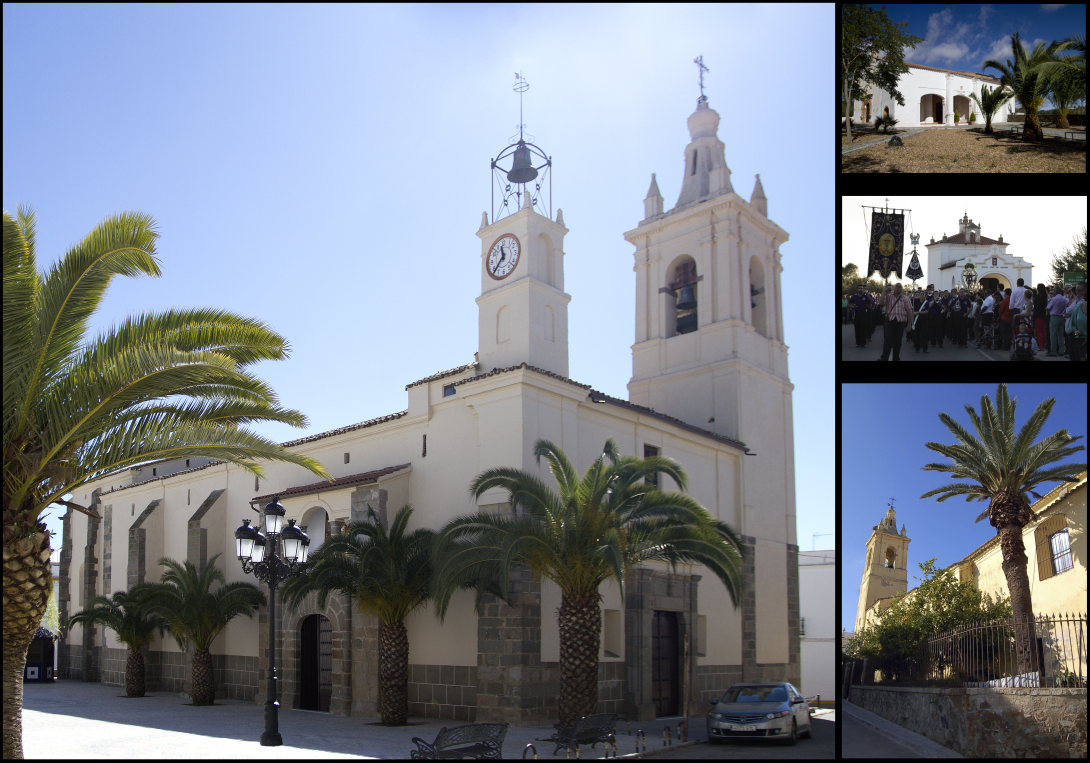
Iglesia Nuestra Señora Del Camino

En la construcción, originaria del siglo XVI, llaman la atención sus tres portadas de estilo plateresco y neoclásico, en particular la que da frente a la plaza. Sobre ella se dispone un atrio entre estribos, con arco serliano, decorado con una pintura mural de ingenua factura que representa a Santiago Matamoros sobre un corcel blanco.

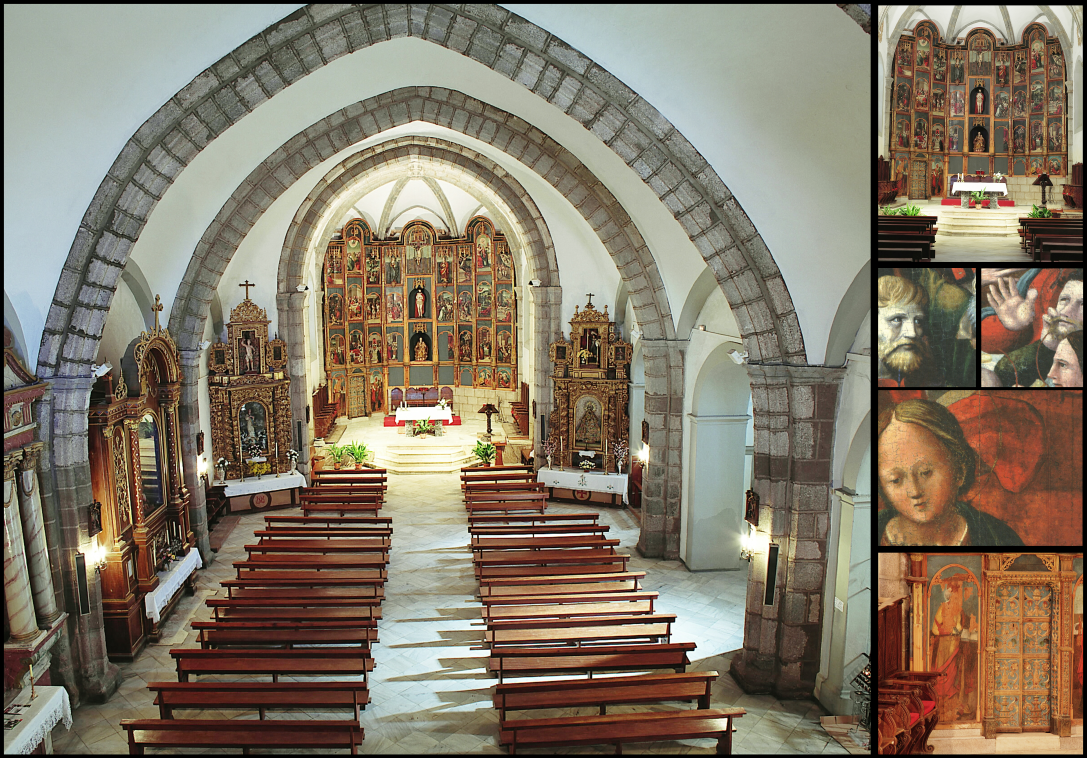
Retablo del iglesia de Nuestra Señora Del Camino

Pieza sobresaliente en el interior del templo, de importancia primordial en el panorama artístico regional, es su excepcional retablo mayor, obra de gran cuerpo que cubre por completo el ochavo de la cabecera. Consta del banco y tres pisos divididos en tres calles, rematándose mediante cornisamento de acusado guardapolvos, cilíndricos en la parte central, sobre el que se sitúan tallas de la Virgen y San Juan.
La estructura compositiva resulta sencilla, apareciendo en el presente, toscamente pintada de blanco con algunas zonas enfatizadas en color rojo y dorado. En su arquitectura se alojan 23 pinturas con escenas de la vida de Jesús y María. La autoría de estas tablas es atribuida al artista flamenco, activo en Badajoz a mediados del siglo XVI, Estacio de Bruselas. En la parte inferior del retablo, repitiendo el esquema del de la vecina Calzadilla de los Barros, se encuentra una parte mudéjar de rica entalladura. También cuenta la iglesia con un órgano de interés fechado en 1.848.

### Ermita Virgen de la Coronada
Probablemente (por su fisionomía), el edificio sea de los siglos XII-XIV, y no como se creía en un primer momento del siglo XV. Se encuentra bien conservada y mantiene su estructura original aunque ha sido modificada con los años desde su primigenio estilo medieval. Tomando en cuenta la presencia de judíos residentes en esta localidad, estamos probablemente ante una (ya reformada por la presencia cristiana), modesta sinagoga judía. Hay varios elementos característicos de los templos judíos, como eran: rosetón sobre el pórtico principal (casualmente con la estrella de David en forja), arcos formeros (que daban mayor apertura al recinto y era propio de las sinagogas, pórtico entre dos columnas y en el frontón de arriba, aparece una columna (símbolo de Yahveh como columna de fuego), y más arriba, lo que parece dibujarse un menorá judío, también en el costado lateral de la ermita existe un porche porticado de entrada, (donde en la actualidad, el tercer arco (que era número predilecto en la arquitectura judía), está cegado, habiéndose construido una estancia añadida a la nave central. Este espacio bien pudiera haber sido la Mejitzá, (estancia o recinto discreto a los hombres donde las mujeres hacían el rezo). Dicha nave está dividida en cuatro tramos formados por arcos formeros que descansan en los muros laterales con un primer pórtico de entrada por el oeste. Tan solo catorce templos de la Baja Extremadura disponían de sacristía y en esta ermita, se construyó aprovechando un tramo del nuevo pórtico. Perteneció a la Orden de Santiago al igual que el Castillo de la Encomienda y la iglesia parroquial.

### Ermita del Cristo del Humilladero
Construida en el siglo XVII-XVIII responde al modelo característico de arquitectura religiosa-popular de la región. De reducidas dimensiones, se compone de una sola nave y pórtico cubierto precediéndola. Alberga la imagen del Cristo del Humilladero, talla de incomparable belleza.

### Arquitectura popular
Entre las casas hidalgas que proliferan en la población, merece destacarse la Casa de los Cardos, que cierra uno de los costados de la plaza de la iglesia. Otros edificios semejantes, muchos con soberbios blasones en las fachadas, aparecen en la misma plaza y en las calles Llerena, Sevilla, Pozo Nuevo y otras. Entre las más representativas del modelo barroco popular, con preciosa portada, se encuentra la Casa de la Encomienda de la Orden de Santiago, construcción del siglo XV muy bien conservada en sus características originarias. En este emplazamiento pernoctó Isabel la Católica en uno de sus viajes a Sevilla, tal y como atestiguan fuentes escritas que forman parte de los fondos del archivo municipal.
No lejos de la iglesia, se encuentra el antiguo Hospital de Transeúntes. Fuentes documentales hablan de los bastimentos y bodegas existentes en ese mismo entorno, así como de otras instalaciones hoy ya desaparecidas, que patentizan la importancia y esplendor de la villa en el pasado.
Entre las creaciones populares merecen destacarse los pilares del Caño y las Lanchas.

## Naturaleza

### Turismo verde
- Rutas de senderismo: Las Riberas (PR-BA 159), Ruta de las ermitas, Ruta del Prado, Ruta de Valfrío, Ruta del Castillo, Ruta de los Ancestros, Ruta Vía de la Plata, Ruta del Agua,     Ruta de las Huertas y Ruta de los Molinos.

- Birding: Es posible disfrutar de un paraíso ornitológico, con aves tales como cigüeña blanca, cigüeña negra, lechuzas, grullas, martín pescador, etc.

### Rivera Atarja
Espacio natural de unos 15 km de recorrido que cruza el término municipal de este a oeste y en el que podemos encontrar gran
diversidad de flora y fauna. Desde el pequeño embalse en la zona este, donde anidan multitud de aves, se adentra poco a poco en la dehesa a la que da paso el Cabezo de los Pollos, pared rocosa de más de 100 m de altura situada a orillas de la rivera, con espectaculares vistas y lugar de cría y refugio de diversas aves, entre ellas el búho real. En la zona habitan además distintas especies de mamíferos como liebres, jabalíes, tejones, zorros, meloncillos, etc.

### Río Bodión
Cruza nuestro término íntegramente por terrenos de dehesa. Se pueden observar y admirar las mismas especies que en la rivera Atarja.

## Ferias, fiestas y tradiciones
- Carnavales
Fiesta de gran tradición don desfiles, Entierro de la Sardina, concentración de mascarones, el pico la olla, etc.
- Semana Santa
Celebración típica de ambiente religioso y lúdico.
- San Isidro
Fiesta y Romería de larga tradición en la localidad. Comienza el 1 de mayo con el Camino, recorrido desde el pueblo hasta la ermita. Durante los días 14, 15 y 16 de mayo, se celebran todos los actos religiosos y festivos en honor al santo y se instalan casetas.
- Plenilunium
Calendario de actividades lúdico-culturales que ocupan las noches de verano de finales de junio a mediados de agosto. Destacan Jornadas de dinamización en el yacimiento de Contributa Iulia y mercado romano.
- Fiestas del Emigrante
Se desarrollan durante cuatro días en la segunda quincena de agosto, con actividades musicales, teatro, verbenas, etc.
- Fiestas de la Virgen de la Coronada
7 y 8 de septiembre. Fiesta de muy antigua tradición en la que se trae a la Virgen desde su ermita hasta la iglesia en procesión y se celebran diferentes actos religiosos.
- Fiestas del Cristo Del Humilladero
La Fiesta Grande del Pueblo. Se celebra los días 13, 14 y 15 de septiembre. Es traída la imagen en procesión desde su ermita hasta la iglesia Parroquial.
- Gastronomía: (ferias, fiestas y tradiciones)
La gastronomía típica de Medina de las Torres está basada en la utilización de productos naturales, del aceite de oliva y de los derivados del cerdo ibérico, acompañados de excelentes vinos.
Algunos platos típicos son:
· Sopa de carnaval.
· Los Repápalos.
· El gazpacho.
· La caldereta.
Dulces: los borrachos, las torrijas con miel y la leche frita

## Lugares de interés
Uno de los lugares de interés de Medina de las Torres es la Torre de los Moros.
Otro lugar de interés es la ciudad romana, que desde hace unos años se encuentra en excavación: Restos arqueológicos de Los Cercos (Contributa Iulia Ugultuniacum), situado cerca del Pilar de las Dehesas, zona de ocio con barbacoas, parque infantil, tirolina.
Edificios de interés:
Entre las casas hidalgas que proliferan en la población, merece destacarse la casa de los Cardos, que cierra uno de los costados de la plaza de la iglesia. Otros edificios semejantes, muchos con soberbios blasones en las fachadas, aparecen en la misma plaza y en las calles Llerena, Sevilla, Pozo Nuevo y otras. Entre las más representativas del modelo barroco popular, con preciosa portada, se encuentra la Casa de la Encomienda de la Orden de Santiago, construcción del XVI muy bien conservada en sus características originarias, en la que últimamente estuvo instalada la Cámara Agraria local, y más recientemente, el Ayuntamiento, mientras se restauraba su sede tradicional habitual, operación en cuyo transcurso se han recuperado unos interesantes arcos antes ocultos.
No lejos de la iglesia, se encuentra el antiguo Hospital de Transeúntes, hoy muy deteriorado, en el que sucesivamente se alojaron el Cuartel de la Guardia Civil, centros juveniles y otros servicios. Fuentes documentales hablan de los bastimentos y bodegas existentes en ese mismo entorno, así como de otras instalaciones hoy ya desaparecidas, que patentizan la importancia y esplendor de la villa en el pasado. Entre las creaciones populares merecen destacarse los pilares del Caño y las Lanchas.
Instalaciones:
Educación y servicios: 
- Colegio público Francisco de Parada
- Mercado de abastos
- Parada de autobuses
- Albergue

Sanidad y bienestar social:
- Residencia hogar de pisos tutelados de la tercera edad
- Hogar del pensionista
- Centro de salud

Culturales:
- Salón de planta alta del hogar del pensionista
- Salón de actos
- Centro de juventud
- Biblioteca

Deportivas:
- Complejo polideportivo: piscina, campo de fútbol y pistas deportivas.
- Pabellón polideportivo.
- Gimnasio municipal.

Usos múltiples:
- Edificio del antiguo Hospital de Transeúntes y cuartel.

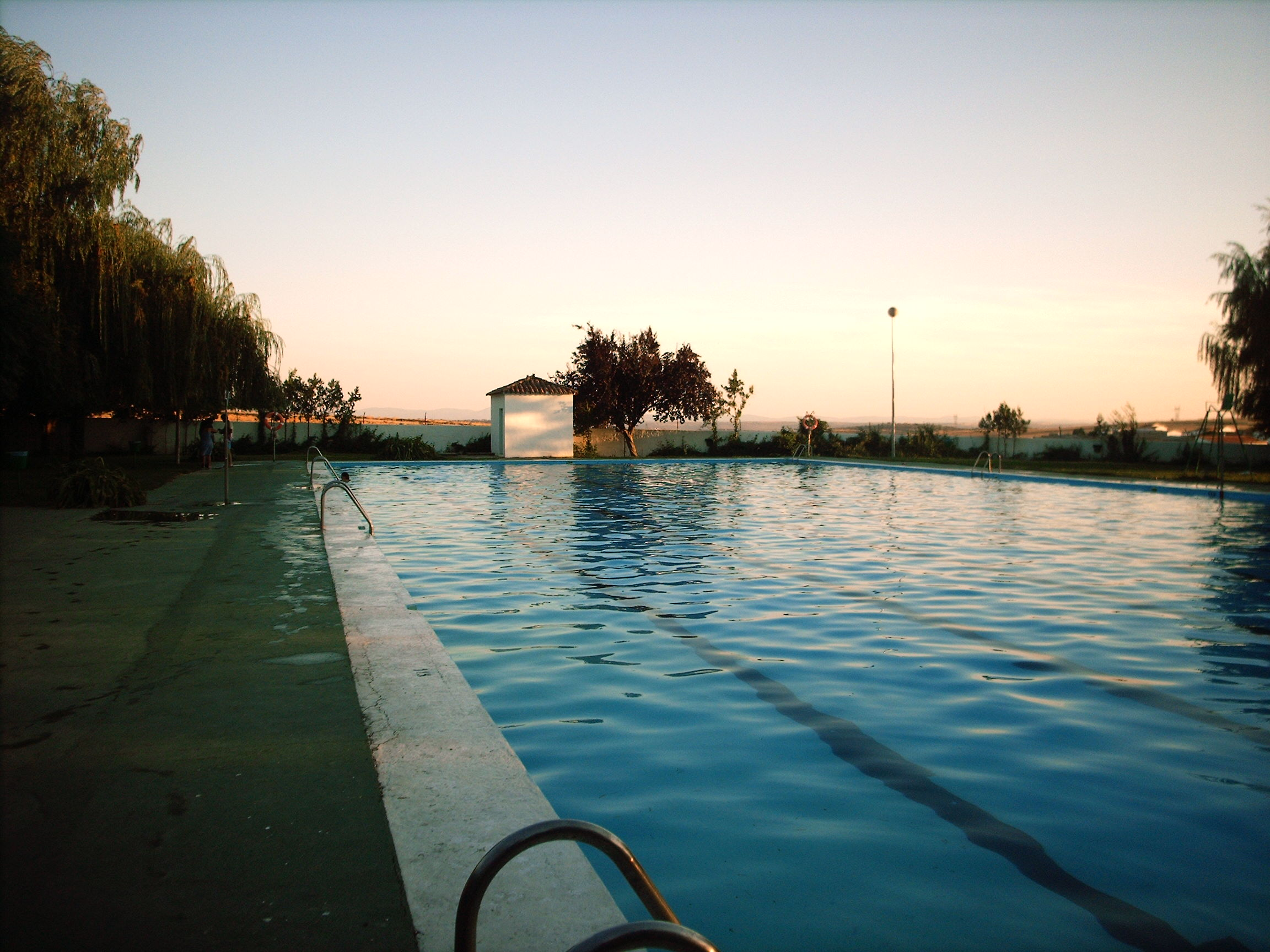
Piscina Municipal de Medina de las Torres.

- Antiguas escuelas.
- Edificio antigua Cámara agraria.